# Leo Radakovits
Leo Radakovits (* 7. April 1959 in Oberwart) ist ein österreichischer Politiker (ÖVP). Radakovits ist seit 1992 Bürgermeister von Güttenbach und war von 2005 bis 2015 Abgeordneter zum Burgenländischen Landtag.

## Ausbildung und Beruf
Radakovits besuchte von 1965 bis 1969 die Volksschule in Güttenbach und im Anschluss bis 1973 die Hauptschule in Sankt Michael. Radakovits absolvierte von 1973 bis 1978 die Handelsakademie in Stegersbach und studierte von 1978 bis 1982 Betriebswissenschaft an der Universität Wien. 1982 wurde er Gemeinde-Amtsleiter von Güttenbach.

## Politik
Radakovits wurde 1987 in den Gemeinderat von Güttenbach gewählt und stieg 1992 zum Bürgermeister der Gemeinde auf. Er war von 1998 bis 2003 Vizepräsident des Burgenländischen Gemeindebundes und ist seit 2003 Präsident des Burgenländischen Gemeindebundes. Seit 2004 ist er zudem ÖAAB Bezirksobmann des Bezirkes Güssing. Radakovits wurde am 25. Oktober 2005 als Abgeordneter im Burgenländischen Landtag angelobt und war Bereichssprecher für Gemeinden und Verwaltung sowie Volksgruppen.

## Privates
Radakovits ist verheiratet, Vater eines Sohnes sowie einer Tochter und lebt in Güttenbach. Er ist Angehöriger der burgenlandkroatischen Minderheit und wurde 2006 zum Vorsitzenden des kroatischen Volksgruppenbeirates gewählt.